# El Heraldo
El Heraldo è un quotidiano colombiano regionale, fondato da Alberto Pumarejo il 22 marzo 1933 a Barranquilla. È il quotidiano più diffuso nella regione caraibica della Colombia ed il quinto del paese.
Fra la fine del 1949 fino al 1954 Gabriel García Márquez si era trasferito a Barranquilla per lavorare come opinionista e reporter del giornale.